# شیز (عجب‌شیر)
شیز یکی از روستاهای بسیار بزرگ و زیبای شهرستان عجب شیر استان آذربایجان شرقی است که جمعیت آن سال ۱۳۹۵  در خورشیدی، برابر با ۳۳۴۴ نفر بوده‌است